# Saint-Sauveur-le-Vicomte
Saint-Sauveur-le-Vicomte là một xã thuộc tỉnh Manche trong vùng Normandie tây bắc nước Pháp. Xã này nằm ở khu vực có độ cao trung bình 30 mét trên mực nước biển.

## Tham khảo

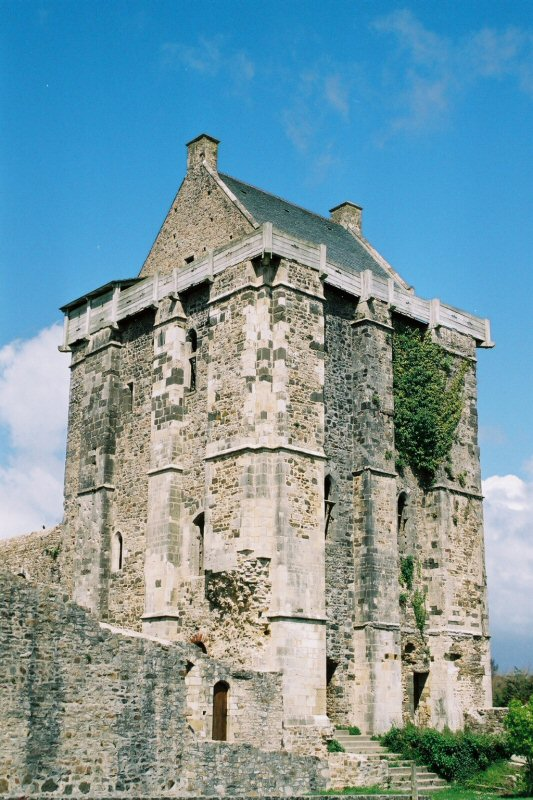
Saint-Sauveur-le Vicomte (fortress)
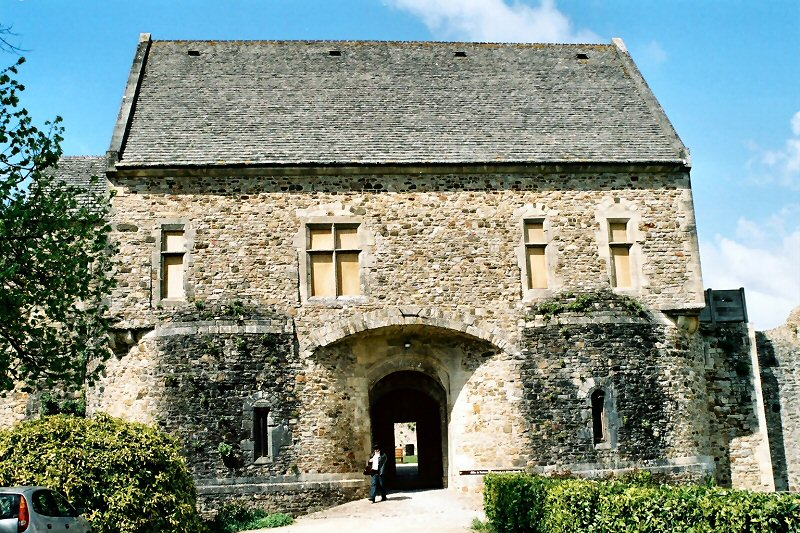
Saint-Sauveur-le Vicomte (abbey)
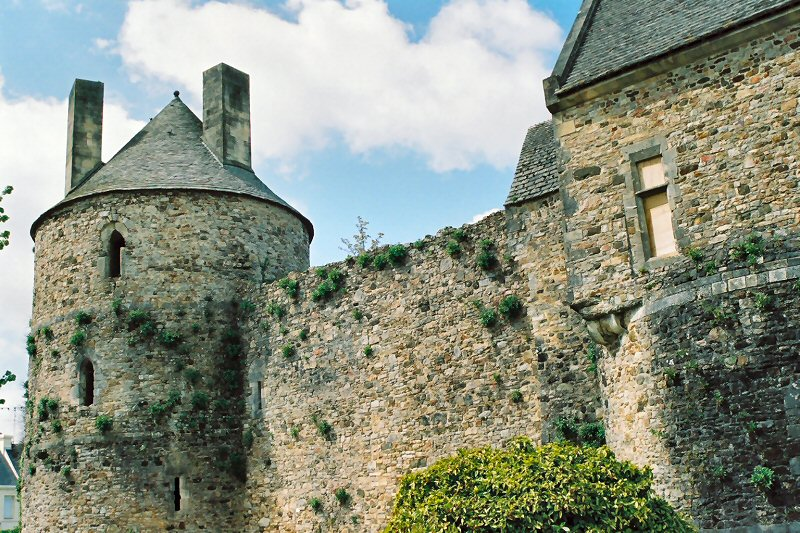
Saint-Sauveur-le Vicomte (stronghold)
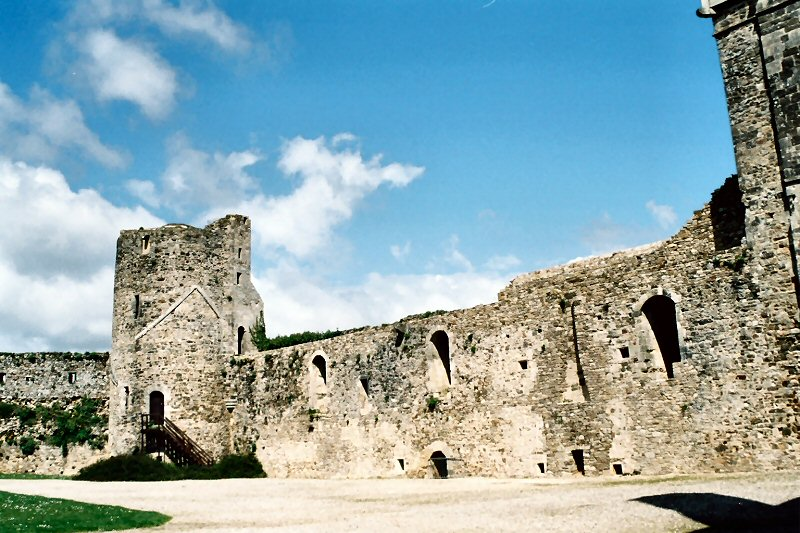
Saint-Sauveur-le Vicomte (stronghold)
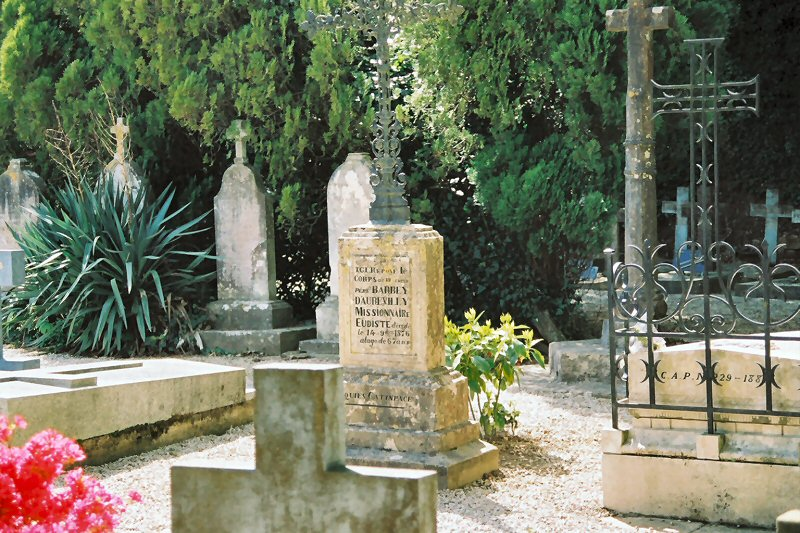
Saint-Sauveur-le Vicomte (cemetery)
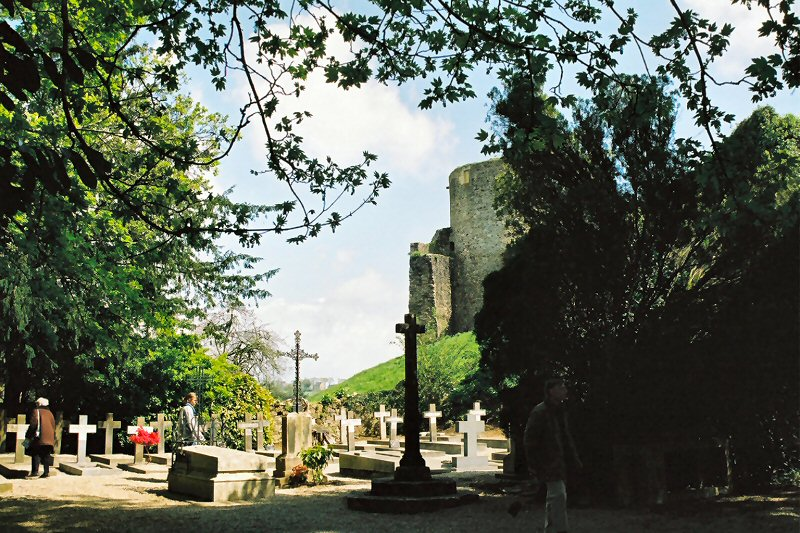
Saint-Sauveur-le Vicomte (cemetery)